# Proconura aenea
Proconura aenea är en stekelart som först beskrevs av Fabricius 1793.  Proconura aenea ingår i släktet Proconura och familjen bredlårsteklar. Inga underarter finns listade i Catalogue of Life.